# Omans håndboldlandshold (herrer)
Omans håndboldlandshold for mænd er det mandlige landshold i håndbold for Oman. Det repræsenterer landet i internationale håndboldturneringer.

## Resultater

### Asienmesterskabet i håndbold
| År   | Omans placering |
| ---- | --------------- |
| 2004 | 9.- plads       |
| 2014 | 8. plads        |
| 2016 | 8. plads        |
| 2018 | 8. plads        |